# Vincent Zhou
Vincent Zhou (San Jose, 25 ottobre 2000) è un pattinatore artistico su ghiaccio statunitense.

## Biografia
Vincent Zhou è nato da genitori originari della Cina, la madre Fei Ge e il padre Max Zhou, entrambi informatici impegnati a lavorare nella Silicon Valley. Ha iniziato a pattinare nel 2005, avendo fra i suoi allenatori l'ex campione mondiale e medaglia di bronzo olimpica Charles Tickner.
Campione nazionale statunitense juniores nel 2013, durante la stagione 2013-14 avrebbe voluto debuttare a livello senior ma è stato bloccato da un infortunio. Anche la stagione successiva è stata segnata da problemi fisici, che lo hanno costretto a sottoporsi a un intervento chirurgico a causa della lacerazione del menisco della gamba destra e di una malformazione dovuta a un menisco discoide.
Zhou è tornato a competere durante la stagione 2015-16, disputando gli eventi di Bratislava e Linz del Grand Prix juniores che gli hanno valso l'accesso alla finale di Barcellona dove è giunto quarto. Nel marzo 2016 ha preso parte pure ai Mondiali juniores classificandosi quinto. L'anno successivo ha vinto la medaglia d'argento ai campionati statunitensi, e si è poi laureato campione mondiale juniores.
Vincent Zhou ha partecipato alle Olimpiadi di Pyeongchang 2018 ottenendo il sesto posto nel singolo maschile. Riuscendo a portare a termine con successo un quadruplo lutz, è diventato il primo pattinatore ad avere realizzato tale salto nel corso dei Giochi olimpici. Il mese dopo ha disputato i suoi primi campionati mondiali senior piazzandosi, a causa di un disastroso programma libero, al 14º posto.
Per la seconda volta vicecampione nazionale dietro Nathan Chen, nel 2019 Zhou ha vinto la medaglia di bronzo ai Campionati dei Quattro continenti che si sono svolti ad Anaheim, e ha ottenuto un altro terzo posto pure ai Mondiali di Saitama 2019 dietro il connazionale Nathan Chen e il giapponese Yuzuru Hanyū.

## Palmarès
| Giochi olimpici invernali |    |    |    | 6º  |           |           |     | R         |
| Campionati mondiali |    |    |    | 14º | 3º        | C         | 25° | 3º        |
| Campionati dei Quattro continenti |    |    |    |     | 3º        |           | C   |           |
| GP Final |    |    |    |     |           |           |     | C         |
| GP Cup of China |    |    |    | 4º  |           | R         |     |           |
| GP Rostelecom Cup |    |    |    |     |           | R         |     |           |
| GP Trophée Eric Bompard |    |    |    | 9º  |           |           |     |           |
| GP NHK Trophy |    |    |    |     | 4º        |           |     | 2º        |
| GP Skate America |    |    |    |     | 5º        |           | 2º  | 1º        |
| CS Finlandia Trophy |    |    |    | 2º  |           |           |     |           |
| CS Nebelhorn Trophy |    |    |    |     |           |           |     | 1º        |
| CS Tallinn Trophy |    |    |    |     | 2º        |           |     |           |
| CS U.S. Classic |    |    |    |     | 4º        | 3º        |     |           |
| CS Warsaw Cup |    |    |    |     |           |           |     | R         |
| Bavarian Open |    |    | 1º |     |           |           |     |           |
| Cranberry Cup |    |    |    |     |           |           |     | 1º        |
| Internazionali: Junior |    |    |    |     |           |           |     |           |
| Campionati mondiali |    | 5º | 1º |     |           |           |     |           |
| JGP Final |    | 4º |    |     |           |           |     |           |
| JGP Austria |    | 2º |    |     |           |           |     |           |
| JGP Estonia |    |    | 3º |     |           |           |     |           |
| JGP Giappone | 1º |    | 2º |     |           |           |     |           |
| JGP Slovacchia |    | 2º |    |     |           |           |     |           |
| Nazionali |    |    |    |     |           |           |     |           |
| Campionati statunitensi |    | 8º | 2º | 3º  | 2º        | 4°        | 2º  | 3º        |
| Campionati statunitensi juniores | 1º |    |    |     |           |           |     |           |
| Eventi a squadre |    |    |    |     |           |           |     |           |
| Giochi olimpici |    |    |    |     |           |           |     | 1º S 3° P |
| World Team Trophy |    |    |    |     | 1° S 2° P |           |     |           |
| Japan Open |    |    |    |     |           | 3º S 3° P |     |           |
| GP = Grand Prix; CS = Challenger Series; JGP = Junior Grand Prix; R = Ritirato; C = Evento cancellato; S = Risultato della squadra; P = Risultato personale |    |    |    |     |           |           |     |           |